# Tina (fångstredskap)
För andra betydelser, se Tina

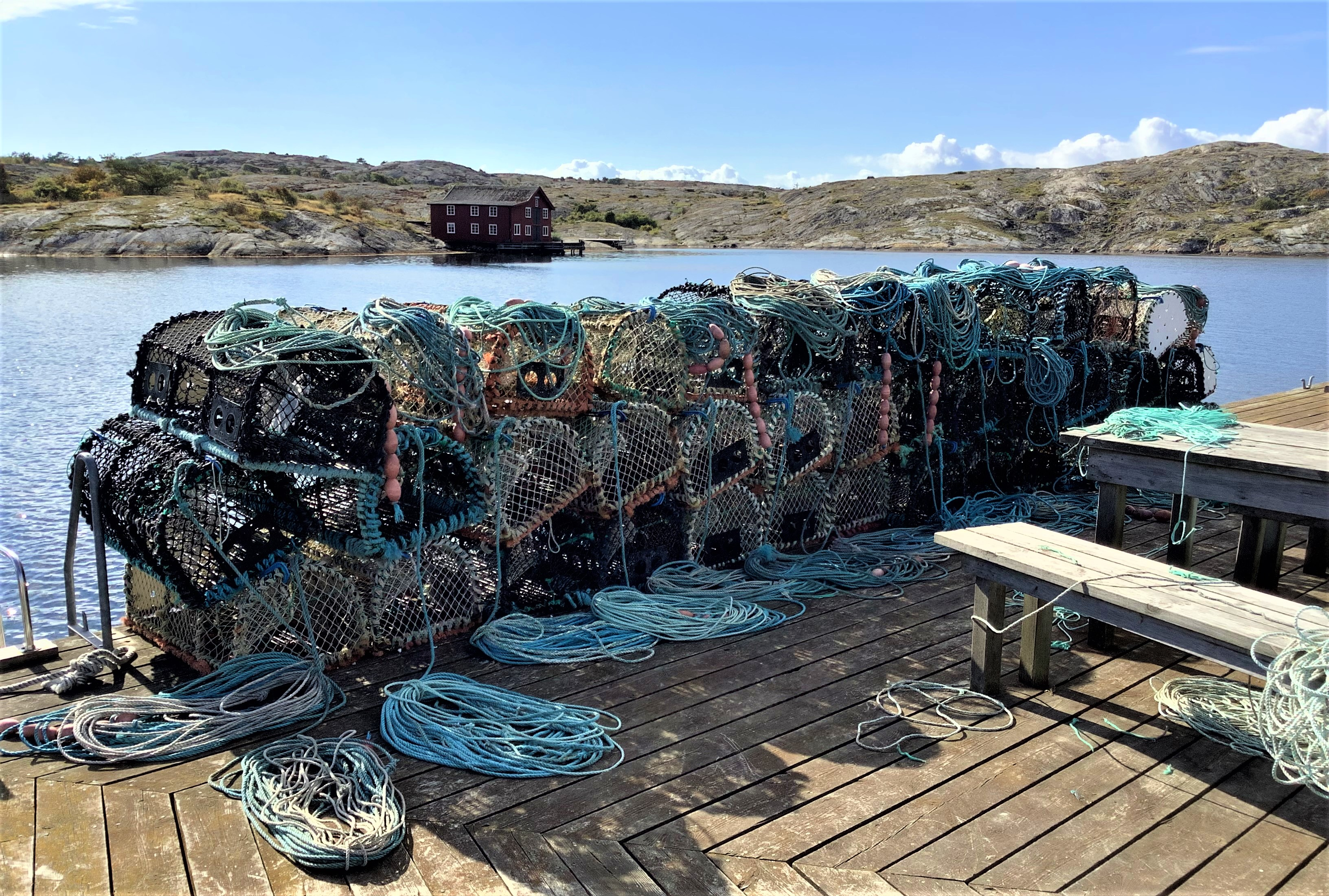
Hummertinor i Mollösund förberedda inför hummerpremiären, september 2021.

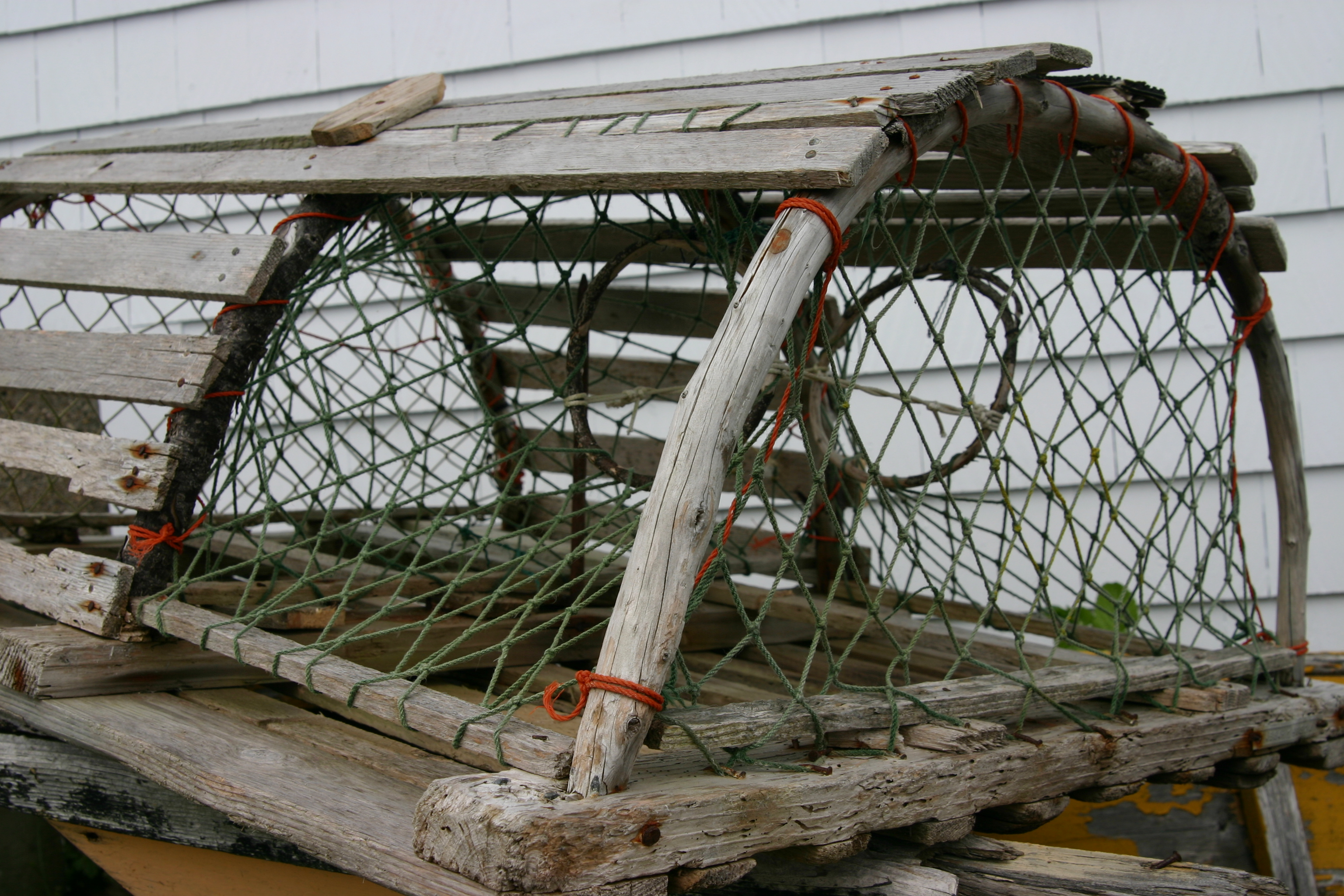
Hummertina från Nova Scotia.

Tina är ett burliknande fångstredskap för hummer, kräftor och krabba som ofta är cylinder- eller kubformade. Tinor ingår i kategorin stillastående instängningsredskap som djuret själv går in i.
Cylinderformade tinor är burar tillverkade av nät eller träspjälor. I båda ändarna av tinan finns fångstöppningar. Alla tinor har en flyktöppning för att mindre fiskar, små krabbor och kräftdjur ska ha en chans att lämna tinan.
Kubformade tinor är burar av metall och nät som används av exempelvis professionella krabbfiskare i Alaska. Dessa väger cirka 200-300 kg och måste dras upp med hjälp av en vinsch. Dessa används endast på större båtar och beroende på vilken art man fiskar kan de rymma upptill 200 krabbor i en och samma tina. 
För att skydda hummerbeståndet är hummertinan numera det enda tillåtna redskapet för hummerfiske i svenska vatten. Tinorna skall dessutom vara försedda med minst två cirkulära flyktöppningar per rum med en minsta diameter om 60 mm (2018). Flyktöppningarna skall vara placerade i tinans nederkant.
Tinans rum kallas även svältkammare.